# Argenton-l’Église
Argenton-l’Église ist eine Commune déléguée in der französischen Gemeinde Loretz-d’Argenton mit 1.364 Einwohnern (Stand: 1. Januar 2022) im Département Deux-Sèvres in der Region Nouvelle-Aquitaine.

## Lage
Argenton-l’Église liegt am Fluss Argenton, etwa 26 Kilometer nordöstlich von Bressuire. Der Thouet begrenzt die Gemeinde im Osten. Umgeben wird Argenton-l’Église von der Commune déléguée Bouillé-Loretz im Nordwesten und Norden und den Nachbargemeinden Saint-Martin-de-Sanzay im Nordosten und Osten, Sainte-Verge im Südosten, Thouars im Süden und Südwesten sowie Val en Vignes im Westen.

## Geschichte
1973 wurde die Gemeinde Bagneux an die Gemeinde Argenton-l’Église angeschlossen.
Die Gemeinde Argenton-l’Église wurde am 1. Januar 2019 mit Bouillé-Loretz zur Commune nouvelle Loretz-d’Argenton zusammengeschlossen. Sie hat seither den Status einer Commune déléguée.  Die Gemeinde  Argenton-l’Église gehörte zum Arrondissement Bressuire und zum Kanton Le Val de Thouet.

## Bevölkerungsentwicklung
| Jahr                                                                     | 1962 | 1968 | 1975 | 1982 | 1990 | 1999 | 2006 | 2012 |
| Einwohner                                                                | 1561 | 1525 | 1418 | 1473 | 1491 | 1482 | 1575 | 1632 |
| Quellen: Cassini und INSEE (1962 und 1968 Addition der frühen Gemeinden) |      |      |      |      |      |      |      |      |

## Sehenswürdigkeiten
- Dorf Taizon mit Mühle und Brücke